# Baalbergecultuur
De Baalbergecultuur was een vroege kopertijdcultuur (3.800 - 3.400 v.Chr.) met sites in Midden-Duitsland en Bohemen. Ze is vernoemd naar de eerste ontdekking in de Schneiderberg bij Baalberge, gemeente  Bernburg (Saale), in de Salzlandkreis, in Saksen-Anhalt.  
De cultuur wordt beschouwd als een van de oudere Midden-Duitse trechterbekerculturen, en is daarvan in Duitsland de meest voorkomende variant. Ze ontwikkelde zich vanuit de TRB-Mittelelbe-Saale I-fase (4100–3800 v.Chr.), waarin zuidoostelijke en westerse invloeden (Michelsberg en Lengyel) tot innovaties leidden.

## Onderzoeksgeschiedenis
De Baalbergecultuur werd voor het eerst, op basis van het aardewerk, erkend als een onafhankelijke groep door Nils Niklasson en Paul Kupka. Voorheen werd het gezien als deel van de Walternienburg-Bernburgcultuur. 

## Verspreiding
Het belangrijkste verspreidingsgebied bevond zich in het centrale Elbe-Saale-gebied. Andere sites bevinden zich in Mecklenburg-Voor-Pommeren, Brandenburg en Bohemen, met individuele vondsten tot in Neder-Oostenrijk. Het verspreidingsgebied strekte zich verder naar het noorden uit dan dat van de Rössencultuur.

## Nederzettingen
De nederzettingen zijn slecht bekend; meestal door afvalputten met typische nederzettingsinventaris (aardewerk, stenen en  benen werktuigen), haarden en paalgaten van enkele individuele huizen in soms uitgestrekte nederzettingen (Braunsdorf, Merseburg).
De woningen waren middelgroot en rechthoekig tot vierkant, naast rechthoekige tot ovale puthuizen, en nederzettingsputten, gebruikt als opslag-, afval- en offerputten. 

## Materiële cultuur

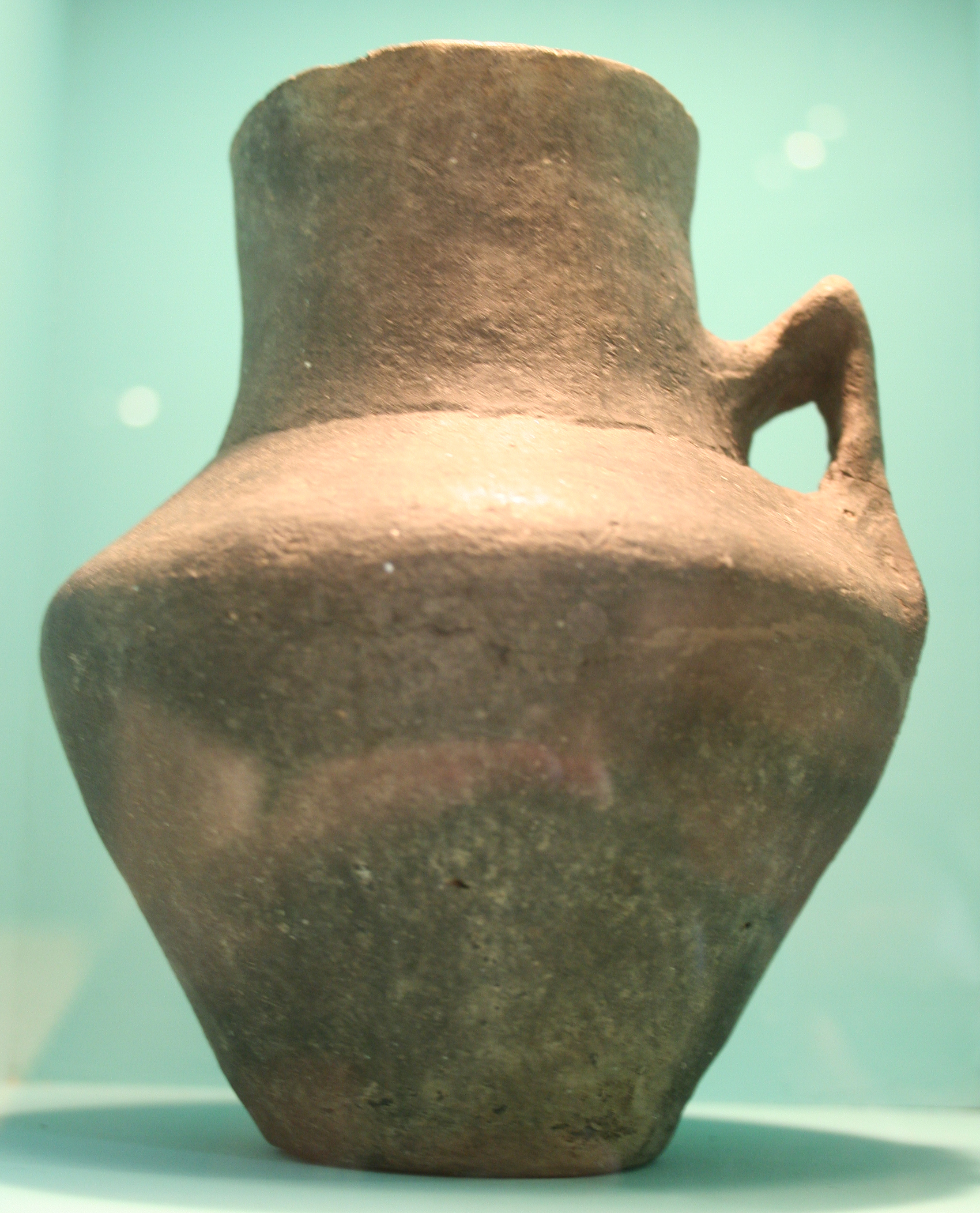
kruik van de Baalbergecultuur uit Winningen, Saksen-Anhalt ; Museum voor Prehistorie en Vroege Geschiedenis, Berlijn

Het aardewerk was grotendeels onversierd met een vorm duidelijk verdeeld in nek, schouder en onderkant, een sterk profiel, rondbuikig, alle vaten met een duidelijk aangegeven basis. In de nek en schouders bevonden zich soms doorboorde en gestempelde patronen. De vaatstypen, voor zover ze als grafkeramiek werden gebruikt, zijn zeer goed vertegenwoordigd door de vondsten uit  Dölauer Heide, Halle (Saale). Typerend is een grijsbruin, leerachtig oppervlak. Bij breuk hebben de scherven een donkergrijze tot zwarte kleur.  
De hoofdvormen waren: 
- Amforen: de vorm van het vat met twee, vier en meer handvatten varieert van eivormig, dubbel conisch en rondbuikig
- Kannen: Baalberge eerste cultuur met kannenhals, meestal trechtervormig
- Bekers: meestal klein voetvlak
- Trechterbekers: hoge, slanke trechterbekers met een klein voetvlak
- Kommen: schalen met schuine wanden, uitstekende trechterrandschalen met getrapte bodem en schalen met gebogen wanden
- Diverse gebruiksvoorwerpen: conische schepjes of lepels

Onder de stenen werktuigen bevonden zich een korte, gedrongen bijl met ronde hals uit een gesloten vondst uit Chörau, Landkreis Anhalt-Bitterfeld, en platte bijlen met een afgerond rechthoekige doorsnede uit Warle, Landkreis Wolfenbüttel. Microlithische vuurstenen werktuigen omvatten trapezoïde pijlpunten, driehoekige pijlpunten (Quenstedt, district Hettstedt), klingen en klingschrabbers. 
De kopervondsten van de Baalbergecultuur behoren tot de oudste bewijsstukken uit de Middelduitse kopertijd.

## Economie
Emmertarwe, eenkoren, dwergtarwe en gerst werden verbouwd. Tot de huisdieren behoorden runderen, varkens, schapen en geiten.

## Graven
De graven zijn voornamelijk individueel. Er zijn ook dubbele begrafenissen (Schalkenburg bij Quenstedt) en putgraven. Bijzondere vormen zijn de begrafenissen in nederzettingen en gedeeltelijke begrafenissen. Een grotere begraafplaats bevindt zich in Zauschwitz (Landkreis Leipzig). 
Als grafvormen verschijnen eenvoudige aardgraven, evenals zulke met grafarchitectuur. Tot de cultuur behoren ook de eerste Midden-Duitse grafheuvels. De grafheuvels bevatten graven in de aarde en in steenkisten als primaire begrafenissen. Baalberge was de eerste cultuur die megalithische invloeden toonde in de vorm van met greppels omgeven graven, grafheuvels met steenringen en steenkisten. Deze omvatten zeldzame, zware steenkisten die in de grond zijn verzonken of bovengronds zijn gebouwd, evenals plaatgraven. Andere grafcomplexen tonen stenen pakkingen, houten grafkamers of een combinatie van stenen en houten constructies. Op de grafheuvel van Pohlsberg in Latdorf, Salzlandkreis, werd een verzonken steenkist gevonden omgeven door een 25 meter lang trapeziumvormig hunebed. 
Lichaamsgraven komen veel voor in de aardgraven van de Baalbergecultuur. De doden liggen zeer gelijkmatig in een gehurkte positie met het gezicht naar het west-oosten gericht. Sommige lichaamsgraven zijn omgeven door vierkante en trapeziumvormige greppels. In 1966 registreerde J. Preuß 116 graven in het Midden-Duitse verspreidingsgebied. Een graf bij Stemmern, opgegraven door W. Matthias in 1952, was 16,4 m lang en boog aan beide uiteinden haaks af.
In 1983 vermeldde G. Möbes een reeks nieuwe vondsten uit Thüringen. In Großbrembach, nabij Sömmerda, omsloot een ongeveer vierkante structuur met afgeronde hoeken van 10,8 x 10,4 m twee zuid-noord georiënteerde rechter hurkgraven. De greppel werd omschreven als deels vlak, deels holvormig. Heldere banden in de humusvulling duiden op de instroom van water. Latere steengraven van de  Úněticecultuur aan de rand bewijzen dat de vlakke grafheuvel nog duidelijk zichtbaar moet zijn geweest. Een soortgelijke structuur werd in 1974 onderzocht op de Sommerberg bij Großfahner bij Erfurt. Dit vormde een trapezium van 19/17 x 15,5/14,5 m, gevormd door een tot 2,3 m brede greppel. De westkant werd bedekt door een kleine touwbeker-dodenhut met verschillende skeletten. Een touwbekergraf in het midden toonde dat het ongeveer 1000 jaar na de oprichting nog steeds zichtbaar moet zijn geweest. Ook hier zijn banden in de vullingen gevonden. 
Als grafgiften werden vaatwerk, waaronder combinaties van kannen en kopjes, aangetroffen.

## Religie
Als cultusvondsten werden in een put bij Erfurt-Melchendorf verkoolde menselijke en dierlijke skeletresten gevonden. In Wanzleben-Börde werd een bijzetting van een rechtopgeplaatste menselijke schedel tussen twee zandstenen platen gevonden, afgedekt door een steenplaat met runderhoorns. 